# Johann Baptist Wolff
Johann Baptist Wolff (* 2. Mai 1828 in Landau in der Pfalz; † 5. März 1907 in Zweibrücken) war ein deutscher Ingenieur, Unternehmer und Politiker. Er war fast zehn Jahre lang Bürgermeister von Zweibrücken.

## Leben
Johann Baptist Wolff wurde als Sohn eines Bauamtmannes in Landau geboren und wuchs in Zweibrücken auf. Nach dem Besuch des dortigen Gymnasiums studierte er am Polytechnikum Karlsruhe Maschinenbau. 1847 gehörte er zu den Gründern des Corps Bavaria Karlsruhe. Als Ingenieur arbeitete er zunächst bei einem Unternehmen in Eßlingen, wechselte aber 1855 zur Fabrik von Christian Dingler in Zweibrücken. Dessen zweitälteste Tochter Johanna Luise heiratete er 1857. Im selben Jahr wurde sein Beitritt zum Verein Deutscher Ingenieure (VDI) und dem Pfalz-Saarbrücker Bezirksverein des VDI vermeldet. Als sein Schwiegervater 1858 starb, übernahm Wolff zusammen mit seinem Schwager Julius Dingler die Führung der Dinglerschen Maschinenfabrik. In der Folge wurde die Produktpalette der Dinglerschen Fabrik um Dampfmaschinen und Dampfkessel erweitert. Auf den Weltausstellungen in London 1862, Paris 1867 und Wien 1873 wurden die Erzeugnisse des Unternehmens jeweils ausgezeichnet. 1865 war er an der Gründung eines Vorschussvereins beteiligt, der Mittelstandsunternehmen mit dem notwendigen Kapital versorgen sollte. 1868 war er maßgeblich an der Gründung einer Leinenzwirnerei als Aktiengesellschaft beteiligt und zeichnete ein Drittel der Aktien.
Ab 1874 war Johann Baptist Wolff im Stadtrat von Zweibrücken aktiv. 1895 wurde er zum Bürgermeister gewählt. 1898 zog er sich gemeinsam mit seinem Schwager von der Führung der Dinglerschen Maschinenfabrik zurück und übernahm den Vorsitz des Aufsichtsrates des in eine Aktiengesellschaft umgewandelten Unternehmens. 1904 zog er sich aus gesundheitlichen Gründen vom Posten des Bürgermeisters zurück.
Johann Baptist Wolff war langjähriger Vorsitzender der Handelskammer der Pfalz. Er gehörte dem Aufsichtsrat der Pfälzischen Eisenbahnen an.

## Auszeichnungen
- 1888: Königlich Bayerischer Kommerzienrat
- 1906: Ehrenmitgliedschaft des Pfalz-Saarbrücker Bezirksvereins Deutscher Ingenieure
- Ehrenbürgerschaft der Stadt Zweibrücken[2]
- Benennung einer Straße in Zweibrücken nach ihm[2]
- Ehrenbursch des Corps Bavaria Stuttgart[4]